# Timothy Dalton
Timothy Peter Dalton (Colwyn Bay, Wales, 1946. március 21. –) walesi származású brit színész.

## Élete
Timothy Dalton Walesben született 1946. március 21-én. A család öt gyermeke közül ő volt a legfiatalabb. Manchesterben éltek, az édesapa a reklámiparban dolgozott. Timothy már gyermekkorától a színészi karrierre készült. A középiskola befejezése után a The Royal Academy of Dramatic Art színészhallgatója lett. Két év múlva a birminghami színházhoz került, ott lett belőle professzionális színész.
Színházi és filmszínészi karrierje párhuzamosan bontakozott ki. Olyan alkotásokban szerepelt, mint Az oroszlán télen (1968), ő formálta meg a francia királyt, II. Fülöpöt. Ezután következett az Üvöltő szelek (1970), a Cromwell (1970), majd szerepelt a Mária, a skótok királynője (1971), A király ágyasa (1990) és a Kleopátra (1999) című produkciókban. Az 1970-es években elsősorban színházi szerepeire koncentrált, a Royal Shakespeare Company-val turnézott a világban.
Amikor visszatért a vászonra, elsősorban közönségfilmekbe invitálták. Játszott a Szextett (1978), valamint a Flash Gordon (1980) című filmekben, a Brenda Starrban, a Szépész és a szörnyetegben (1997), valamint a Doktor és az ördögök (1985) című horrorfilmben. James Bondot is alakította a Halálos rémületben (1987) és A magányos ügynök (1989) című filmekben. Említésre méltó még a Scarlett (1994) című minisorozat, amely az Elfújta a szél (1939) folytatása, itt Rhett Butler szerepét játszotta.

## Magánélete
Dalton nőtlen. 1971-től 1986-ig Vanessa Redgrave színésznő élettársa volt. 1997-ben született Alexander nevű kisfia Okszana Grigorjeva orosz származású zongorista-énekesnőtől.

## Filmjei
| Év   | Magyar cím                        | Eredeti cím                  | Szerep                     | Magyar hang       | Rendező                          |
| ---- | --------------------------------- | ---------------------------- | -------------------------- | ----------------- | -------------------------------- |
| 1968 | Az oroszlán télen                 | The Lion in Winter           | Fülöp, francia király      | Laklóth Aladár    | Anthony Harvey                   |
| 1970 | Üvöltő szelek                     | Wuthering Heights            | Heathcliff                 |                   | Robert Fuest                     |
| 1970 | Cromwell                          | Cromwell                     | Rupert herceg              | Mécs Károly       | Ken Hughes                       |
| 1970 | Cromwell                          | Cromwell                     | Rupert herceg              | Téri Sándor       | Ken Hughes                       |
| 1970 | Cromwell                          | Cromwell                     | Rupert herceg              | Galambos Péter    | Ken Hughes                       |
| 1970 |                                   | The Voyeur                   | Mark                       |                   | Franco Indovina                  |
| 1971 | Mária, a skótok királynője        | Mary, Queen of Scots         | Lord Henry Darnley         | Ernyey Béla       | Charles Jarrott                  |
| 1971 | Mária, a skótok királynője        | Mary, Queen of Scots         | Lord Henry Darnley         | Szakácsi Sándor   | Charles Jarrott                  |
| 1971 | Mária, a skótok királynője        | Mary, Queen of Scots         | Lord Henry Darnley         | Viczián Ottó      | Charles Jarrott                  |
| 1971 | Mária, a skótok királynője        | Mary, Queen of Scots         | Lord Henry Darnley         | Bozsó Péter       | Charles Jarrott                  |
| 1975 | Ölni szabad                       | Permission to Kill           | Charles Lord               |                   | Cyril Frankel                    |
| 1978 | Szextett                          | Sextette                     | Sir Michael Barrington     |                   | Ken Hughes (2)                   |
| 1978 |                                   | The Man Who Knew Love        | Juan di Dios               |                   | Miguel Picazo                    |
| 1979 | Hova tűnt Agatha Christie?        | Agatha                       | Archibald Christie ezredes | Lux Ádám          | Michael Apted                    |
| 1980 | Flash Gordon                      | Flash Gordon                 | Barin herceg               | Galkó Balázs      | Mike Hodges                      |
| 1980 | Flash Gordon                      | Flash Gordon                 | Barin herceg               | Vass Gábor        | Mike Hodges                      |
| 1980 | Flash Gordon                      | Flash Gordon                 | Barin herceg               | Epres Attila      | Mike Hodges                      |
| 1981 | A magányos Chanel                 | Chanel Solitaire             | Boy Capel                  | Rosta Sándor      | George Kaczender                 |
| 1985 | Doktor és az ördögök              | The Doctor and the Devils    | Doctor Thomas Rock         |                   | Freddie Francis                  |
| 1987 | Halálos rémületben                | The Living Daylights         | James Bond                 | Kovács István     | John Glen                        |
| 1987 | Halálos rémületben                | The Living Daylights         | James Bond                 | Vass Gábor        | John Glen                        |
| 1988 | Sólymok                           | Hawks                        | Bancroft                   | Szakácsi Sándor   | Robert Ellis Miller              |
| 1988 | Sólymok                           | Hawks                        | Bancroft                   | Háda János        | Robert Ellis Miller              |
| 1989 | A magányos ügynök                 | Licence to Kill              | James Bond                 | Fülöp Zsigmond    | John Glen (2)                    |
| 1989 | A magányos ügynök                 | Licence to Kill              | James Bond                 | Selmeczi Roland   | John Glen (2)                    |
| 1989 | Brenda Starr                      | Brenda Starr                 | Basil St. John             | Vass Gábor        | Robert Ellis Miller (2)          |
| 1990 | A király ágyasa                   | The King's Whore             | Vittorio Amadeo király     | Helyey László     | Axel Corti                       |
| 1991 | Rocketeer                         | The Rocketeer                | Neville Sinclair           | Oszter Sándor     | Joe Johnston                     |
| 1993 | Csupaszon New Yorkban             | Naked in New York            | Elliot Price               |                   | Daniel Algrant                   |
| 1996 | Mentsük meg a jávorszarvast!      | Salt Water Moose             | Lester Parnell             | Kovács István     | Stuart Margolin                  |
| 1997 | Szépész és a szörnyeteg           | The Beautician and the Beast | Boris Pochenko             | Helyey László     | Ken Kwapis                       |
| 1997 | A besúgó                          | The Informant                | Rennie                     |                   | Jim McBride                      |
| 1999 | Embervadászok                     | Made Men                     | Dex Drier seriff           | Jakab Csaba       | Louis Morneau                    |
| 1999 | Zátonyok között                   | The Reef                     | Charles Darrow             |                   | Robert Allan Ackerman            |
| 1999 | Kleopátra                         | Cleopatra                    | Julius Caesar              | Mihályi Győző     | Franc Roddam                     |
| 2000 | Kínos közösködés                  | Time Share                   | Matthew "Matt" Farragher   | Haás Vander Péter | Sharon von Wietersheim           |
| 2000 | Az ördögűző - Az igaz történet    | Possessed                    | William Bowdern atya       | Haás Vander Péter | Steven E. de Souza               |
| 2001 | Törvényen kívül                   | American Outlaws             | Allan Pinkerton            | Csernák János     | Les Mayfield                     |
| 2001 | Törvényen kívül                   | American Outlaws             | Allan Pinkerton            | Végh Péter        | Les Mayfield                     |
| 2003 | Bolondos dallamok: Újra bevetésen | Looney Tunes: Back in Action | Damien Drake               | Kristóf Tibor     | Joe Dante                        |
| 2006 | Földtenger varázslója             | Tales from Earthsea          | Karvaly (hangja)           | Sörös Sándor      | Mijazaki Goró                    |
| 2007 | Vaskabátok                        | Hot Fuzz                     | Simon Skinner              | Haás Vander Péter | Edgar Wright                     |
| 2010 | Toy Story 3.                      | Toy Story 3                  | Tüsi úr (hangja)           | Kautzky Armand    | Lee Unkrich                      |
| 2010 | Az utazó                          | The Tourist                  | Jones főparancsnok         | Fodor Tamás       | Florian Henckel von Donnersmarck |
| 2012 | Csingiling: A szárnyak titka      | Secret of the Wings          | Lord Zimankó               | Csernák János     | Peggy Holmes                     |
| 2019 | Toy Story 4.                      | Toy Story 4                  | Tüsi úr (hangja)           | Kautzky Armand    | Josh Cooley                      |